# Muniípio Maquela do Zombo
Muniípio Maquela do Zombo är en kommun i Angola.   Den ligger i provinsen Uíge, i den norra delen av landet, 400 km nordost om huvudstaden Luanda.
I omgivningarna runt Muniípio Maquela do Zombo växer huvudsakligen savannskog. Runt Muniípio Maquela do Zombo är det glesbefolkat, med 19 invånare per kvadratkilometer.